# 龍林郡
龍林郡（リョンニムぐん）は、朝鮮民主主義人民共和国慈江道の東部に位置する郡。

## 地理
西に前川郡、北に城干郡、東に狼林郡・咸鏡南道長津郡、南に東新郡・平安南道大興郡と接する。
郡は主に高山地帯で成り立っている。 主要な山としては臥碣峰(2,260m)、天宜物山(2,032m)、小白山(2,186m)、麦草㯖山(1,577m)、雄魚水山(2,020m)、道馬峰(1,525m)、朴達山(1,817m)、大多山(1,463m)、小南山(1,178m)などがある。

## 歴史
独立前には 平安北道江界郡の龍林面と立館面に属した。1952年12月、前川郡の龍林面と立館面の一部を合併して龍林郡を新設した。

### 年表
この節の出典
- 1952年12月 - 郡面里統廃合により、慈江道前川郡龍林面および立館面の一部地域をもって、龍林郡を設置。龍林郡に以下の邑・里が成立。(1邑12里)
  - 龍林邑・九龍里・広城里・厚地里・新興里・南興里・南上里・龍雲里・道陽里・化陽里・天山里・龍門里・杜門里
- 1959年 (1邑12里)
  - 龍林邑が新昌里に降格。
  - 化陽里が龍林邑に昇格。
- 1967年 - 龍雲里が龍雲労働者区に昇格。(1邑1労働者区11里)
- 1981年 - 龍雲労働者区が龍雲里に降格。(1邑12里)
- 1991年 - 龍雲里が龍上里に改称。(1邑12里)

## 行政区域
1邑 12里で構成される。
- 룡림읍 (龍林邑、リョンニムプ)
- 신창리 (新昌里、シンチャンニ)
- 구룡리 (九龍里、クリョンニ)
- 남흥리 (南興里、ナムンニ)
- 광성리 (広城里、クァンソンニ)
- 남상리 (南上里、ナムサンニ)
- 룡상리 (龍上里、リョンサンニ)
- 신흥리 (新興里、シヌンニ)
- 후지리 (厚地里、フジリ)
- 도양리 (都陽里、トヤンニ)
- 천산리 (天山里、チョンサンニ)
- 룡문리 (龍門里、リョンムンニ)
- 두문리 (頭門里、トゥムンニ)